# Estação Palmeiras
A Estação Palmeiras é uma das estações do Teleférico do Alemão, situada na cidade do Rio de Janeiro, seguida da Estação Itararé. Administrada pelo Consórcio Rio Teleféricos, é uma das estações terminais do sistema.
Foi inaugurada em 7 de julho de 2011, entretanto encontra-se fechada desde o dia 14 de outubro de 2016. Localiza-se na Favela das Palmeiras. Atende o bairro do Complexo do Alemão, situado na Zona Norte da cidade.